# Park Ryung-woo
 Park Ryung-woo (né le 6 octobre 1995) est un joueur professionnel sud-coréen de StarCraft II jouant sous le pseudonyme de Dark avec comme race principale Zerg.

## Carrière
Il a commencé sa carrière de joueur professionnel en rejoignant Slayers en mars 2012.
Après la dissolution de l'équipe SlayerS, il a rejoint SK Telecom T1 le 4 février 2013.
Il a remporté son premier championnat en battant Kim Dae-yeop 4:2 lors de la finale de la saison 1 de StarCraft II Starleague 2016 qui s'est tenue le 9 avril 2016. Il est le premier vainqueur de Legacy of the Void, le premier vainqueur Zerg de la Starleague de StarCraft II et le premier vainqueur Zerg de SK Telecom T1 dans un événement StarCraft II.
En octobre 2016, l'équipe Starcraft II de SK Telecom T1 a été dissoute et il est devenu un joueur indépendant.
Il déclare en 2025 sur son compte Twitter avoir démarré son service militaire.

## Palmarès
| Année | Tournoi                       | Résultat  | Adversaire en finale |
| ----- | ----------------------------- | --------- | -------------------- |
| 2015  | KeSPA Cup Saison 1            | Finaliste | vs herO (3:4)        |
| 2015  | KeSPA Cup Saison 2            | Finaliste | vs soO (1:4)         |
| 2016  | StarLeague Saison 1           | Champion  | vs Stats (4:2)       |
| 2016  | Cross Finals Saison 1         | Finaliste | vs Stats (1:3)       |
| 2016  | StarLeague Saison 2           | Finaliste | vs Solar (3:4)       |
| 2016  | Cross Finals Saison 2         | Champion  | vs Solar (3:2)       |
| 2016  | WCS Global Finals 2016        | Finaliste | vs ByuN (2:4)        |
| 2017  | SSL Premier Saison 2          | Finaliste | vs Stats (3:4)       |
| 2018  | WESG 2017                     | Finaliste | vs Maru (3:4)        |
| 2018  | GSL Super Tournament Saison 1 | Finaliste | vs Stats (3:4)       |
| 2019  | GSL Saison 2 Code S           | Champion  | vs Trap (4:2)        |
| 2019  | GSL Super Tournament Saison 2 | Champion  | vs TY (4:0)          |
| 2019  | WCS Global Finals 2019        | Champion  | vs Reynor (4:1)      |